# راه طولانی
راه طولانی مجموعه‌ای تلویزیونی به کارگردانی رضا کریمی ساخته سال ۱۳۹۱ است که از شبکه یک پخش شده‌است.
علیرضا مسعودی و مصطفی زندی نویسندگان و محمدرضا تخت‌کشیان تهیه‌کنندگی این مجموعه تلویزیونی را به عهده داشته‌اند که در ۳۰ قسمت ساخته شده‌است.

## خلاصه داستان
دربارهٔ مردی است که تلاش می‌کند به هر نحو ممکن خواسته‌های سه فرزندش را برآورده کند اما به دلیل مشکلات مالی از عهده این امر برنمی‌آید و تصمیم می‌گیرد در ازای یک تصادف رانندگی پولی بدست بیاورد اما…

## بازیگران
- رضا کیانیان
- افسانه بایگان
- شهرزاد کمال‌زاده
- خاطره حاتمی
- مهروز ناصرشریف
- پرویز پورحسینی
- صادق هاتفی
- پیام دهکردی
- مهرداد ضیایی
- بیژن بنفشه‌خواه
- مریم کاویانی
- خسرو امیرصادقی
- امید روحانی
- فریبا نادری
- میثم رازفر
- سعیده عرب
- بیژن افشار
- محمود بهروزیان
- محمد حیدرقلی
- ویدا جوان